# تسوتشينغ
تسوتشينغ (بالصينية: 邹城市 )‏ هي مدينة على مستوى مقاطعة، في جمهورية الصين الشعبية، تتبع جينينغ، تبلغ مساحتها 1,613 كيلومتر مربع، رمزها البريدي هو 273500.

## التقسيمات الإدارية
- Gangshan Subdistrict  [لغات أخرى]‏
- Qianquan Subdistrict  [لغات أخرى]‏
- Xiangcheng, Zoucheng [الإنجليزية]‏
- Chengqian [الإنجليزية]‏
- Dashu, Shandong [الإنجليزية]‏
- Beisu, Shandong [الإنجليزية]‏
- Zhongxindian [الإنجليزية]‏
- Tangcun, Shandong [الإنجليزية]‏
- Taiping, Zoucheng [الإنجليزية]‏
- Shiqiang [الإنجليزية]‏
- Yishan, Zoucheng [الإنجليزية]‏
- Kanzhuang [الإنجليزية]‏
- Zhangzhuang, Zoucheng [الإنجليزية]‏
- Tianhuang, Zoucheng [الإنجليزية]‏
- Guoli, Zoucheng [الإنجليزية]‏.